# Лукас Кохед
Лукас Карл-Фредрік Кохед (швед. Lucas Carl-Fredrik Kåhed, нар. 26 липня 2002, Сеффле, Швеція) — шведський футболіст, атакувальний півзахисник клубу «Гетеборг».

## Ігрова кар'єра

### Клубна
Займатися футболом Лукас Кохед почав у своєму рідному місті Сеффле, де він грав у молодіжній місцевій команді, після чого у 2018 році провів кілька матчів у першій команді «Сеффле» у третьому дивізіоні. Влітку того ж року Кохед приєднався до молодіжної команди «Гетеборга».
У серпні 2020 року Кохед вперше був заявлений на матч чемпіонату Швеції проти «Кальмара», але на поле того разу не виходив. У жовтні 2021 року футболіст підписав з клубом перший професійний контракт. Через рік цей контракт продовжили.
11 червня 2023 року в матчі проти «Сіріуса» Кохед дебютував у першій команді «Гетеборга».

### Збірна
У період з 2017 по 2018 роки Лукас Кохед захищав кольори юнацької збірної Швеції (U-17).